# تليكروم

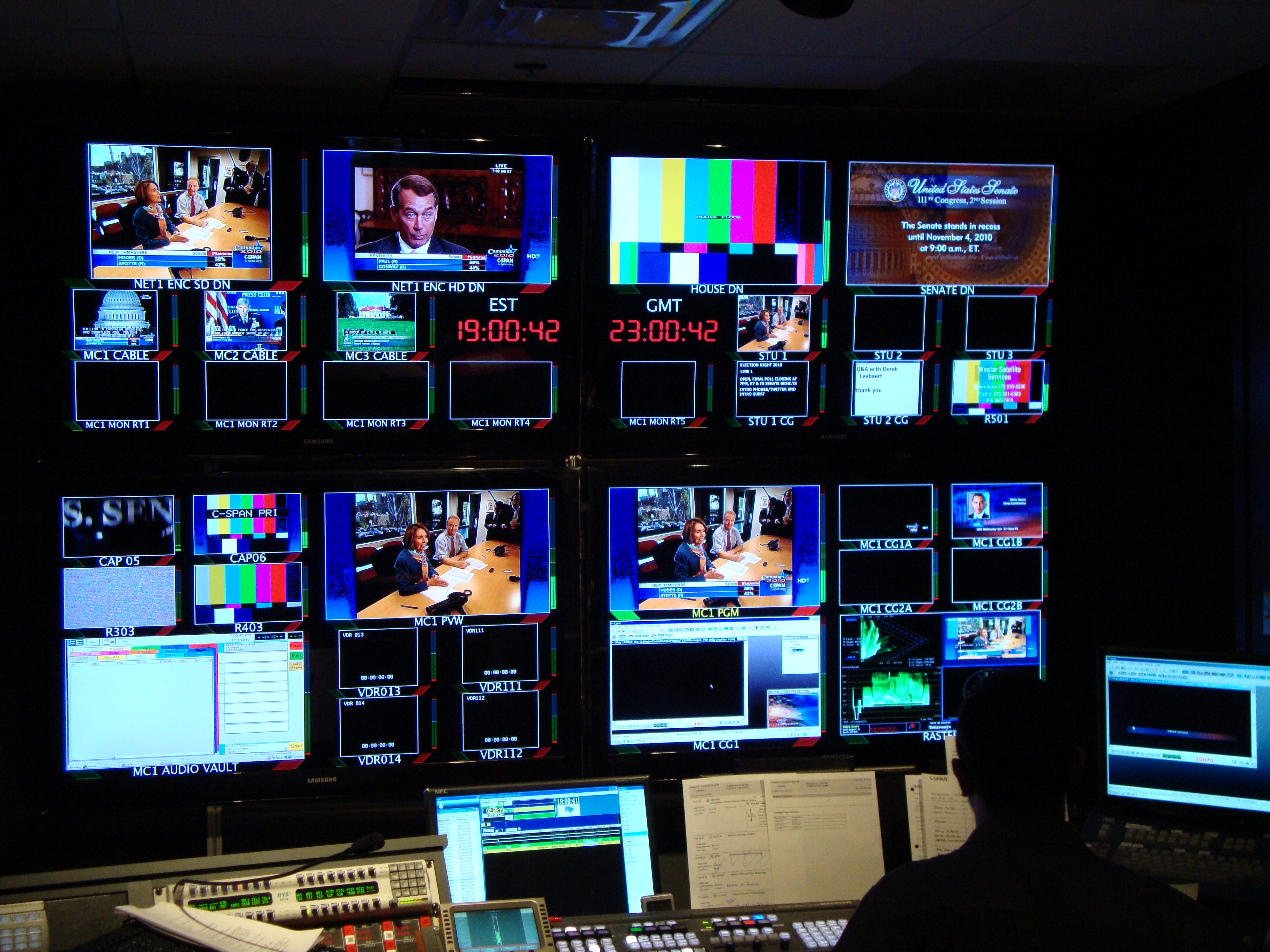
غرفة التحكم

تليكروم (بالإنجليزية: Telechrome)‏ كما يُعرف باسم النظام الإلكتروني بالكامل هو أول نظام تلفزيوني ملون أحادي الأنبوب. اخترعه المهندس التلفزيوني الاسكتلندي الشهير جون لوجي بيرد، الذي نفَّذ أول بث تلفزيوني عام مسبقًا، وأول بث ملون يستخدم نظام ما قبل التليكروم.
استخدم التليكروم مدفعين إلكترونيين موجهين على جانبي صفيحة ميكا شبه شفافة. كان أحد الجوانب مغطى بفوسفور سماوي والآخر برتقالي مُحمَر (أرجواني)، ما ينتج عنه سلسلة لونية محدودة، لكنه مناسب تمامًا لعرض ألوان البشرة. يُستخدم أيضًا هذا النظام مع التعديلات الطفيفة، لإنتاج صور ثلاثية الأبعاد.
اختارت لجنةٌ التليكرومَ أساسًا لمعيار تلفزيون على مستوى المملكة المتحدة في عام 1944، لكن كانت المهمة الصعبة المتمثلة في تحويل نظام اللونين إلى نظام ثلاثي الألوان (آر جي بي) أي (أحمر أخضر أزرق)، ما تزال جارية عندما توفي بيرد في عام 1946.
أدّى إدخال تصميم قناع الظل من قبل شركة راديو أمريكا إلى إنتاج حل عملي للتلفزيون الملون، وإن كان ذلك الحل مقابل درجة سطوع أقل بكثير للصورة. تلاشى الاهتمام بأنظمة بديلة مثل «التليكروم» أو «تلفاز جير» في أواخر الخمسينيات. كانت البدائل الوحيدة لرؤية الاستخدام واسع النطاق هي نظام قناع الفتحة لشركة جنرال إلكتريك، وترينيترون التابعة لشركة سوني، كانت كلاهما تعديلات على فكرة شركة راديو أمريكا.
منذ ذلك الحين، استُبدلَت جميع الأساليب المعتمدة على أنبوب الأشعة المهبطية (سي آر تي) بالكامل بتلفزيون إل سي دي (شاشة العرض الكريستالي السائل)، بدءًا من التسعينيات.

## خلفية

### أنظمة الألوان الهجينة والميكانيكية
نفّذ بيرد واحدة من أوائل العروض التلفزيونية (بث عام) لنظام التلفزيون الملون في 3 يوليو 1928 باستخدام نظام ميكانيكي بالكامل مع ثلاثة ماسحات ضوئية لقرص نيبكو (قرص المسح) متزامنة مع قرص واحد على طرف الاستقبال وثلاثة مصابيح ملونة شُغّلت وأوقِفت بالتزامن مع المذيع.
استُخدم نفس النظام الأساسي في 4 فبراير 1938 لإنشاء أول عمليات إرسال بث ملون من قصر الكريستال إلى مسرح دومينيون في لندن. لم يكن بيرد الشخص الوحيد الذي قام بتجربة التلفزيون الملون ميكانيكيًا؛ إذ عُرض عدد من الأجهزة المماثلة خلال هذه الفترة، لكن بيرد مسجَّل على أنه أول شخص يُنفّذ نقلًا حقيقيًا عبر الهواء في بث عام.
في عام 1940 قدم حلًا أفضل بكثير باستخدام نظام يُعرف اليوم بنظام الألوان الهجينة. يستخدم أنبوب الأشعة المهبطية التقليدية بالأبيض والأسود مع مرشح الألوان القرصي من الأمام. تُعرض ثلاثة إطارات، تُرسَل واحدة تلو الأخرى في نظام يُعرف بالمسح المتسلسل، على شاشة أنبوب الأشعة المهبطية أثناء دوران القرص الملون بشكل متزامن. كان هذا التصميم طويلاً بالفعل، ما أدى إلى هيكل جهاز استقبال عميق، لكن الإصدارات اللاحقة طَوَت المسار البصري باستخدام المرايا لإنتاج نظام أكثر عملية إلى حد ما. مرة أخرى، لم يكن بيرد هو الوحيد الذي ينتج مثل هذا النظام، إذ عرضت شبكة كولومبيا للبث (سي بي إس) نظامًا مشابهًا للغاية في نفس الوقت تقريبًا. بينما بيرد لم يكن سعيدًا بالتصميم، ذُكر لاحقًا أن الجهاز الإلكتروني بالكامل سيكون أفضل.

### الأنظمة الإلكترونية بالكامل

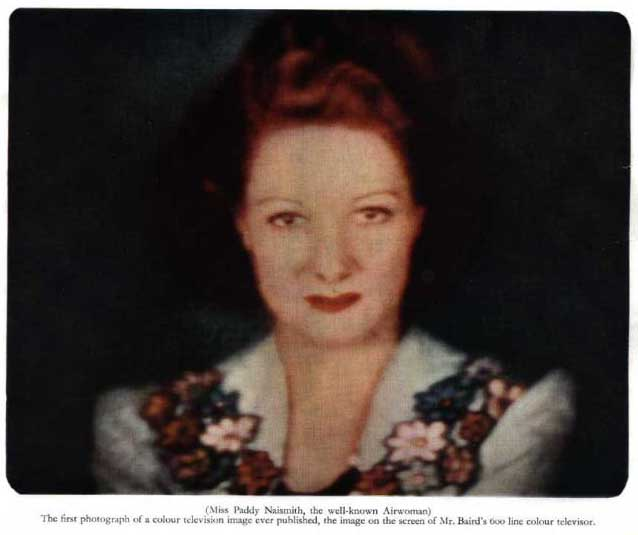
تم استخدام هذه الصورة الحية لبادي نايسميث لعرض أول نظام تلفزيون ملون إلكتروني بالكامل من إنتاج بيرد، والذي يستخدم جهازي عرض CRT. ستكون الصورة ذات اللونين مشابهة لنظام تليكروم الأساسي. لاحظ أن اللون الأخضر الموجود في بلوزة بادي يتكاثر بشكل سيئ للغاية مثل اللون السماوي الداكن والرمادي. لا يمكن لطريقة بيرد ذات اللونين إعادة إنتاج الألوان الخضراء أو الزرقاء الحقيقية.

كانت المشكلة الأساسية التي تواجه مصممي أجهزة التلفزيون الملونة هي: إرسال كل إطار من الصور المتحركة يعني إرسال ثلاث إشارات، الأحمر والأخضر والأزرق. أرسلت الأنظمة المتسلسلة، الصور الثلاثة الواحدة تلو الأخرى، مثلما فعل بيرد سابقًا. لكي تظهر الحركة بسلاسة، يجب أن تتغير الصور 16 مرة في الثانية على الأقل. لتقليل الوميض، يُلزَم بأكثر من 40 إطارًا في الثانية. في الأنظمة المتسلسلة، يتطلب كل لون حقلاً منفصلاً. لهذا السبب، كانت معدلات تحديث (الحقل) المرتفعة للغاية ضرورية. حُدِّث نظام سي بي إس بمعدل 144 إطاراً في الثانية.
جرَّب فريق شبكة سي بي إس التليفزيونية التابع لبيتر غولدمارك عدة معدَّلات للمجال. كان المعدل الأكثر قبولًا ضمن النطاق الترددي المسموح به للقناة بسرعة 6 ميغاهرتز، 144 إطارًا في الثانية. جعل هذا المعدل الصور غير متوافقة مع الأنظمة الموجودة التي تعمل بتردد 50 أو 60 هرتز.
من المفضل إلى حد كبير وجود نظام يرسل الإشارات الثلاث في نفس الوقت بمعدل تحديث تقليدي. يمكن إرسال هذه الإشارة باستخدام ثلاثة أنابيب كاميرا، كل منها مزود بمرشّح ألوان من الأمام، باستخدام المرايا أو الموشورات بهدف توجيه نفس المشهد من خلال عدسة واحدة. ثم تُبَث كل إشارة بشكل منفصل باستخدام ثلاث قنوات تلفزيونية تقليدية، وباستخدام مفهوم الاستضاءة، يمكن استقبال واحدة منها على مجموعة الأبيض والأسود التقليدية. هذا من شأنه أن يستخدم قدراً كبيراً من عرض النطاق الترددي، لكن هذه كانت تكلفة بسيطة في عصر توجد فيه فقط بضع قنوات تلفزيونية.
لكن المشكلة تكمن في كيفية دمج الإشارات الثلاثة المنفصلة في شاشة واحدة. لم يكن النظام المستخدم في الكاميرات، مع ثلاثة أنابيب منفصلة مدمجة معًا بصريًا، عمليًا بسبب تكلفة جهاز استقبال المزود بثلاث أنابيب أشعة مهبطية، بالإضافة إلى الهيكل غير المناسب اللازم لاحتوائها. أحد الأمثلة على ذلك نظام ترينيسكوب من شركة راديو أمريكا، الذي أنتج صورًا مفيدة ولكنه كان معقدًا للغاية، وكان يحتاج إلى ضبط مستمر، كان بحجم ثلاجة معاصرة لإنتاج شاشة بحجم 10 بوصات (250 مم).
أُجرِيَ عدد من التجارب باستخدام عدد أكثر من أنابيب تقليدية ثم ترشيحها، لكن تنتج الطاقة المنخفضة المُقدَّمة من أنابيب الأشعة المهبطية صورًا باهتة للغاية، لذلك رُفضَت باعتبارها غير عملية.
عمل بيرد سابقًا على نظام أنبوب الأشعة المهبطية عالي الكثافة يُعرف باسم «أنبوب إبريق الشاي» الذي حظِيَ ببعض الاستخدام في المملكة المتحدة والولايات المتحدة على أنه نظام إسقاط في المسارح. عادةً ما تُصنَع باستخدام اثنين من أنابيب الأشعة المهبطية جنبًا إلى جنب، يعمل أحدهما نسخةً احتياطية في حالة فشل الأنبوب الأساسي.
في عام 1941، حوّل بيرد جهاز الإسقاط هذا لإنتاج صورة بلونين ببساطة عن طريق وضع مرشحات أمام الأنبوبين وإسقاطها على شاشة أصغر لتحسين الكثافة الفعّالة. أظهر ذلك أول مرة في عام 1941، وفي عام 1942، وصفت هيئة الإذاعة البريطانية (بي بي سي) الصورة الملونة الناتجة بأنها «طبيعية تمامًا». تعَد صورة بادي نيسميث، أول صورة معروفة تُنشَر للتلفزيون الملون.
كان نظام الإسقاط باستخدام اثنين من أنابيب الأشعة المهبطية أفضل من استخدام ثلاثة أنابيب، ولكن ما يزال غير عملي لجهاز الاستقبال المنزلي. واصل بيرد البحث عن حلول أخرى.
استخدم في أحد الحلول أنبوبًا واحدًا للأشعة المهبطية التقليدي لعرض الصورتين في إطار واحد، مع احتواء النصف العلوي من الصورة على صورة بلون واحد واحتواء الجزء السفلي على صور بالألوان الأخرى. وُضِعت أنظمة العدسات التي تركز على الشاشة لرؤية الصورة العلوية أو السفلية فقط، وتمريرها عبر المرشحات، ثم إعادة تجميعها على الشاشة. كانت هناك رسومات تُظهر نظامًا مماثلًا مع ثلاثة إطارات. تخلى بيرد عن هذا النهج، مثل العديد من الجهود المماثلة التي بذلها مجربون آخرون.

## التليكروم ثنائي المدافع
ما زال البحث عن الحل أحادي الأنبوب (نظام أحادي الأنبوب) الذي كان متألقًا بما فيه الكفاية من أجل المشاهدة المباشرة، في عام 1942، أنهى بيرد مفهوم التليكروم. كان حله في الأساس هو دمج أنبوبين في مغلَّف كروي كبير واحد. في وسط العلبة كانت هناك صفيحة ميكا شفافة تشكل الشاشة، مغطاة على جانب واحد مع فوسفور سماوي، والآخر بلون برتقالي مُحمَر (أرجواني)، ما ينتج مجموعة ألوان محدودة ولكنها مفيدة. يُنسَّق مدفعان إلكترونان على جانبي الشاشة فينتجان اللونين. عُرضَت الصورة من جانب واحد، إذ يُرَى أحد الألوان مباشرةً واللون الآخر يُنقَل عبر الشاشة من الجانب الآخر. كان هذا أول نظام تلفزيون ملون أحادي الأنبوب.